# Julius Matthew Emil Moravcsik
Julius Matthew Emil Moravcsik, formell J. M. E. Moravcsik (* 26. April 1931 als Gyula Márton Emil Moravcsik in Budapest; † 3. Juni 2009 in Palo Alto, Kalifornien, USA), war ein US-amerikanischer Philosoph und Philosophiehistoriker ungarischer Herkunft.
Sein Vater war der ungarische Byzantinist Gyula Moravcsik, seine Geschwister sind Michael J. Moravcsik und die Sprachwissenschaftlerin Edith A. Moravcsik (* 1939). Moravcsik verließ Ungarn im Alter von 17 Jahren. 1953 erwarb er den B. A. in Philosophie an der Harvard University. Anschließend verbrachte er ein Jahr an der Universität Oxford. 1959 wurde er an der Harvard University zum Ph.D. promoviert.
Seine erste Anstellung hatte Moravcsik am Drexel Institute, der späteren Drexel University in Philadelphia, Pennsylvania. Nach einem Jahr wechselte er an die University of Michigan. In den neun Jahren dort stieg er vom Instructor zum Associate Professor auf. 1968 wurde er zum Professor für Philosophie an der Stanford University ernannt, wo er 39 Jahre lang bis zu seiner Emeritierung 2007 lehrte. Von 1972 bis 1975 und erneut von 1983 bis 1986 war er Leiter des Philosophy Department in Stanford. In dieser Funktion berief er unter anderem die britischen Philosophen Stuart Hampshire und J. O. Urmson sowie den kanadischen Philosophen Ian Hacking auf dortige Professuren.
Moravcsik arbeitete zu Sprachtheorien in der Linguistik und in der Philosophie sowie zum Verhältnis von Denken und Sprache. Auf dem Gebiet der antiken Philosophie beschäftigte er sich mit Platon und dem Platonismus und mit Aristoteles.

## Schriften (Auswahl)
- Understanding Language. A study of theories of language in linguistics and in philosophy. Mouton, Den Haag 1975.
- Thought and Language. Routledge, London 1990.
- Plato and Platonism. Blackwell, Oxford 1992.
- Meaning, Creativity, and the Partial Inscrutability of the Human Mind. CSLI, Stanford 1998.
- Was Menschen verbindet. Übers. und hrsg. von Otto Neumaier. Academia-Verlag, Sankt Augustin 2003.
- The Ties that Bind. CEU Press, Budapest 2004.